# عشق سیاه و سفید
عشق سیاه و سفید (به ترکی استانبولی: Siyah Beyaz Aşk) یک مجموعه تلویزیونی ترکی در ژانر درام و عاشقانه با بازی ابراهیم چلیک‌کول و بیرجه آکالای است. پخش این مجموعه در ۱۶ اکتبر ۲۰۱۷ از کانال د شروع و در ۲۸ مه ۲۰۱۸ به پایان رسید.

## بازیگران و شخصیت‌ها
| بازیگر            | شخصیت             | بخش   |
| ----------------- | ----------------- | ----- |
| ابراهیم چلیک‌کول   | فرهاد اصلان       | ۱–۳۲  |
| بیرجه آکالای      | اصلی چینار اصلان  | ۱–۳۲  |
| محمد اوزونر       | نامیک امیرهان     | ۱–۳۲  |
| آرزو گامزه کیلینچ | یتر               | ۱–۳۲  |
| اجه دیزدار        | ایدیل یامان       | ۱–۳۲  |
| دنیز سلی اوغلو    | یگیت اصلان        | ۱–۳۲  |
| جاهیت گوک         | جونیت             | ۱–۳۲  |
| اوغور اصلان       | جم چینار          | ۱–۱۹  |
| صینم اونسال       | گلسوم اصلان اداکی | ۱–۳۲  |
| اوزلم زینپ دینسل  | ویلدان            | ۱–۳۲  |
| تیمور اولکباش     | عابدین            | ۱–۳۲  |
| فاتح توپچو اوغلو  | بی زبون           | ۱–۳۲  |
| جیلان اودمان      | دریا              | ۱–۳۱  |
| نیهان آچیچ        | دختر تتوکار       | ۱–۳۲  |
| بورجو جاورار      | رویا              | ۱–۳۲  |
| قدریه کنتر        | هاندان ادکلی      | ۱–۳۲  |
| سلین شکرچی        | آیهان داغستانی    | ۱۳–۳۲ |
| مجید کپر          | آزاد داغستانی     | ۱۶–۳۲ |

## برنامه پخش
| فصل   | روز و ساعت پخش    | شروع فصل      | نهایی      | تعداد قسمت‌های فیلمبرداری شده | محدوده پارتیشن | سال انتشار | کانال تلویزیونی |
| ----- | ----------------- | ------------- | ---------- | ---------------------------- | -------------- | ---------- | --------------- |
| فصل ۱ | دوشنبه ساعت ۲۰٫۰۰ | ۱۶ اکتبر ۲۰۱۷ | ۲۸ مه ۲۰۱۸ | ۳۲                           | ۱–۳۲           | ۲۰۱۷–۲۰۱۸  | کانال D         |